# Sandra Roelofs
Pour les articles homonymes, voir Roelofs.
Sandra Elisabeth Roelofs–Saakachvili (en géorgien : სანდრა ელისაბედ სააკაშვილი-რულოვსი) est une diplomate néerlando-géorgienne née en 1968. Elle est la première dame de Géorgie de 2004 à 2013, lorsque son mari, Mikheil Saakachvili, est le président du pays.

## Biographie
Sandra Elisabeth Roelofs est née le 23 décembre 1968 à Terneuzen, aux Pays-Bas. Elle passe sa jeunesse dans son pays natal et en Belgique, en 1991, elle obtient son diplôme de l’Institut supérieur de traducteurs et interprètes, se spécialisant en français et en allemand. En 1993, elle rencontre l’avocat géorgien Mikheil Saakachvili lors d’une conférence à Strasbourg. La même année, elle s’installe à New York où ils se marient. Sandra travaille à l’Université Columbia ainsi que pour un cabinet juridique néerlandais.En 1996, le couple retourne en Géorgie, où Sandra Roelofs travaille pour l’Ambassade du Royaume des Pays-Bas en Géorgie.
En 2004, Roelofs créée une station de radio de musique classique 24h/24 appelée MUZA  , qui commence à émettre à l’été 2007.
En mars 2005, elle publie son autobiographie De first lady van Georgië à Amsterdam en néerlandais. Ce livre est traduit en géorgien, anglais, russe, ukrainien, polonais et turc.
En 2008, Roefels entame un master en politiques de santé mondiale à la London School of Hygiene and Tropical Medicine. Elle met par la suite en place des programmes de dépistage du cancer du sein en Géorgie et préside la coalition des pays de la mer Noire pour la prévention de ces cancers, réunissant huit pays.
Depuis mars 2011, Sandra Roelofs est Ambassadrice pour la promotion des Objectifs du Millénaire pour le développement auprès de l’OMS Europe, une fonction qu’elle continue d’exercer.
À l’automne 2011, elle est élue représentante de la Géorgie au Conseil de surveillance du Fonds mondial pour la période 2012-2013, œuvrant dans la lutte contre le sida, la tuberculose et le paludisme.
En plus de sa langue maternelle, le néerlandais, Sandra Roelofs parle français, anglais, allemand, russe et géorgien. Elle a deux fils avec Saakachvili : Edouard et Nikoloz.